# Агенскалнс
А́генскалнс (латыш. Āgenskalns; до 1919 рус. Гагенсберг, нем. Hagensberg) — исторический район города Риги. Находится на левом берегу Даугавы (Курземский район и Земгальское предместье), напротив исторического центра города. Включает в себя микрорайоны Агенскалнские Сосны и Кливерсала.

## История
Район получил название Агенскалнс (нем. Hagensberg — гора Хагена) по имени судьи Генриха фон Агена, который построил здесь свою усадьбу (впоследствии перешедшую к другим владельцам и более известную как Шварценгоф или Шварцмуйжа). В 1786 году район был включён в состав Митавского предместья Риги. Его в основном заселили латыши из подсобных торговых цехов и наёмные рабочие. Постепенно приобрёл популярность среди немецких бюргеров как дачное место. Рижский гарнизон в XVIII—XIX веках использовал Агенскалнс для разбивки летних лагерей. В 1812 году, из-за боязни осады Риги французской армией, по распоряжению генерал-губернатора Эссена все строения были снесены.
В 1869 в заливе была основана судоверфь, до этого там была стоянка для стругов. В начале XX века появились первые дома согласно плану застройки, который был прерван начавшейся Первой мировой войной. Здание рынка (арх. Р. Шмелинг), начатое в 1911, было достроено лишь в 1923, в скорректированном варианте Алфреда Гринберга. Потом строительство района велось согласно планам 1937 (арх. А. Ламзе) и 1977 (арх. А. Берке и Г. Мелбергс) годов.
В районе находится крупнейшая больница Латвии — Университетская клиническая больница имени Паула Страдыня (архитектор исторического здания Р. Шмелинг).

## Транспорт
Трамвай:
- № 1 — Иманта — Югла
- № 2 — ул. Тапешу — Центральный рынок
- № 5 — Ильгюциемс — Милгравис

Автобус:
- № 4 — ул. Абренес — Пиньки
- № 4z — ул. Абренес — Золитуде
- № 7 — ул. Абренес — Стипниеки
- № 8 — Привокзальная площадь — Золитуде
- № 21 — Югла-3 — Иманта-5
- № 25 — ул. Абренес — Марупе
- № 38 — ул. Абренес — ул. Дзирциема
- № 39 — ул. Абренес — Кладбище Лачупе
- № 44 — Золитуде — Плескодале — Зиепниеккалнс
- № 46 — Золитуде — Иманта — Зиепниеккалнс
- № 55 — ул. Абренес — Яунмарупе
- № 56 — Даугавгрива — Зиепниеккалнс

Троллейбус:
- № 5 — Стадион «Даугава» — Больница им. Страдыня
- № 9 — Ильгюциемс — Привокзальная площадь
- № 12 — Агенскалнские Сосны — Шмерлис
- № 25 — Ильгюциемс — ул. Бривибас